# Одноклассники (социальная сеть)
«Однокла́ссники» (OK.ru) — российская социальная сеть, принадлежащая VK. В апреле 2025 года является 75-м сайтом по популярности в мире. Проект запущен 26 марта 2006 года.
По данным собственной статистики сайта, на июль 2011 года зарегистрировано более 100 миллионов пользователей, на март 2012 года — более 156 миллионов пользователей, на 1 января 2013 года — более 205 млн пользователей, на 2016 год — более 290 млн пользователей, а на 2017 год более 330 млн пользователей. Ежемесячная посещаемость составляет 45,9 миллиона человек только из России по данным Mediascope Web Index на декабрь 2020 года.
По данным опроса, проведённого в декабре 2017 года ВЦИОМ, 19 % российских интернет-пользователей пользуется учётной записью в «Одноклассниках» каждый или почти каждый день.

## История

### 2006 год
26 марта 2006 года был запущен проект «Одноклассники».
Создатель сайта — Попков Альберт Михайлович, веб-разработчик. С марта по ноябрь 2006 года проект существовал как хобби, все расходы на начальном этапе основатель соцсети оплачивал сам.
Проект дублировал англоязычный ресурс Classmates.com, основным источником дохода с самого начала была реклама.
Количество пользователей, зарегистрированных на сайте, росло в геометрической прогрессии, поэтому в октябре 2006 основателем проекта было решено создать отдельное юридическое лицо. Владельцем сайта стало ООО «Одноклассники», зарегистрированное в России в январе 2007 года. Головная управляющая компания Odnoklassniki Ltd была зарегистрирована в Лондоне в сентябре 2006 года.

### 2007 год
К июлю 2007 года социальная сеть «Одноклассники» увеличила свою аудиторию до 4 миллионов пользователей.
В 2007 году инвестор Юрий Мильнер купил у Альберта Попкова долю в «Одноклассниках». Изначально фонд Мильнера DST Global приобрёл около 28,5 % акций «Одноклассников» за 17,1 миллиона долларов. Это было сделано через зарегистрированную на Британских Виргинских островах компанию Forticom Group Ltd. В 2008 году сообщалось, что DST и её дочерняя эстонская компания Ou Tobias владеют 28,47 и 28,8 процентами акций Odnoklassniki Ltd. соответственно. Ещё 42 процента акций оставались в собственности Попкова и его супруги Ирины. С 2007 года около 30 % долей в ООО «Одноклассники» принадлежали латвийской компании Forticom, аффилированной с Forticom Group Ltd.

### 2008 год
В Одноклассниках появились группы. Введён ряд платных услуг: удаление оценок, отключение сообщения о том, что пользователь находится в сети, предоставление широкого выбора «смайлов». Бесплатная версия соцсети была ограничена в функциональности.
В сентябре 2008 года на посту президента компании Попкова сменил Никита Шерман, бывший руководитель сайта знакомств «Мамба». После этого Попков оставался членом совета директоров и владельцем 21 процента акций.

### 2009 год
На сайте появилась Лента, которая наглядно отображала все события друзей. А пользователи получили возможность устанавливать статусы и отмечать друзей на фотографиях.

### 2010 год
В 2010 году «Одноклассники» купили и зарегистрировали за собой домен www.ok.ru.
В этом же году регистрация в ОК снова стала бесплатной. К этому моменту зарегистрировано более 45 миллионов пользователей.
В 2010 году фонд DST Ю. Мильнера и А. Усманова увеличил свою долю акций в проекте до 75 %, а потом выкупил оставшиеся у других акционеров. В том же году Мильнер объединил все свои российские компании и вывел их на лондонскую биржу под именем Mail.ru Group. Попков вышел из числа совладельцев проекта.

### 2011 год
На июль 2011 года в соцсети «Одноклассники» зарегистрировано более 70 миллионов пользователей.
Появилась возможность создавать видеочаты («Одноклассники» стали первой из соцсетей с такой функцией). Также появился раздел «Музыка» с возможностью загружать свои файлы.

### 2012 год
Одним из значимых обновлений года стала «Тревожная кнопка» в личных сообщениях пользователей младше 13 лет.

### 2013 год
Ежедневная посещаемость достигла 37,8 миллиона человек. В мае «Одноклассники» заняли 10 место в мировом рейтинге социальных сетей по размеру аудитории.
В этом году сайт создал версию для слабовидящих и инвалидов, разрешил добавлять ключевые слова — хештеги, запустил онлайн-кинотеатр в разделе «Видео».
ООО «Одноклассники» до 27 марта 2013 года принадлежало британской Odnoklassniki Ltd. С 27 марта её собственником стала кипрская компания Nessly Holdings Limited. А уже 17 апреля 2013 года владелец снова сменился — теперь им стала кипрская Odnoklassniki Holdings Limited. При этом конечный владелец оставался прежним — Mail.ru Group.

### 2014 год
В 2014 году сеть стала доступна на новом домене ok.ru, при этом старый адрес odnoklassniki.ru также продолжил работать.

### 2015 год
«Одноклассники» запустили программу выплат за найденные уязвимости на сайте и во внешних виджетах сервиса.
СМИ получили возможность транслировать прямой эфир в своих группах.

### 2016 год
«Одноклассники» стали вторым сайтом в рунете по просмотрам видео (comScore), так как количество просмотров видео в сутки достигло 300 млн.
Также в 2016 году «Одноклассники» первыми из российских социальных сетей запустили собственный мессенджер — «ОК Сообщения», который в 2017 году был переименован в «ТамТам».

### 2017 год
По данным собственной статистики сайта, в 2017 году было зарегистрировано более 330 млн пользователей.
«Одноклассники» запустили киберспортивные турниры, которые впоследствии стали ежегодными.
В этом году соцсеть запустила свой маркетплейс товаров российских брендов и интегрировалась с сервисом объявлений «Юла».
16 мая 2017 года «Одноклассники» попали под действие Указа Президента Украины Петра Порошенко, в котором он ввёл в действие решение СНБО об обновлении списка санкций против ряда российских компаний.

### 2018 год
Появился сервис «Рекомендации» — персональная лента новостей от новых для пользователя авторов, ведущих личные страницы или группы.
В этом году расширились сервисы внутри соцсети: маркетплейс дополнился товарами из Китая, внедрили возможность оплатить услуги ЖКХ, школ и детских садов.

### 2019 год
«Одноклассники» расширили экосистему для бизнеса в соцсети: в середине года запустили рекламный кабинет для малого бизнеса и создателей контента, осенью — бизнес-профили для индивидуальных предпринимателей.

### 2020 год
«Одноклассники» запустили «Моменты»: исчезающие фото и видео с рейтингом друзей.

### 2021 год
«Одноклассники» запустили новый сервис «Воспоминания», с его помощью пользователи ОК смогут создавать и получать от соцсети персональные ролики со слайд-шоу из ранее опубликованных фотографий.

### 2022 год
Сервис «Моменты» стал доступен для групп.
Стала доступна оплата ОКов с помощью Системы быстрых платежей по QR-коду и программа монетизации для групп с видеоконтентом.
«Одноклассники» запустили для авторов и бизнеса образовательный курс «Академия контента» и конструктор чат-ботов.
У пользователей появилась возможность авторизации с помощью QR-кода.
Правительство Российской Федерации выбрало «Одноклассники» и «ВКонтакте» в качестве соцсетей, в которых с 1 декабря 2022 года органы власти обязаны вести официальные аккаунты.

### 2023 год
Одноклассники запустили линейку шоу, которые посвящены различным популярным хобби россиян: путешествиям, домашним животным, кулинарии, отдыху на природе и другим увлечениям.

### 2024 год
В 2024 году было объявлено о закрытии платформы онлайн-трансляций Ok Live.

### 2025 год
- В апреле «Одноклассники» добавили в соцсеть приложения, в которых можно вести дневник питания и отслеживать приём лекарств[51]. Пользователям ОК стали доступны сервисы «Здоровье» и «Дневник питания». Мини-приложения позволяют развивать полезные привычки, отслеживать регулярный приём лекарств, контролировать симптомы заболеваний. При помощи «Дневника питания» можно контролировать приёмы пищи, отслеживать калории и баланс белков, жиров и углеводов. Приложение по желанию пользователя напоминает о необходимости выпить воды и позволяет следить изменением веса[52].
- Помимо сервисов для отслеживания показателей здоровья, в ОК появилась отдельная контентная вертикаль «Здоровье» и новый раздел «Мероприятия»[52].

## Платные регистрация и сервисы
С октября 2008 года по сентябрь 2010 года зарегистрировать бесплатно можно было только ограниченную в функциональности учётную запись. В данной версии невозможно отправлять сообщения, загружать и оценивать фотографии, оставлять комментарии в форумах и посещать страницы других пользователей. Чтобы получить возможность пользоваться этими функциями, необходимо было отправить платное короткое сообщение.
31 августа 2010 года руководство социальной сети отменило платную регистрацию. Официальной причиной была указана «разработка новых эффективных способов борьбы со спамерами».
В феврале 2016 года социальная сеть совместно с банком-партнёром ВТБ 24 внедрила возможность совершать денежные переводы между пользователями сети. Комиссия за каждый перевод составит 30 рублей, если сумма не превышает 500 рублей, или 60 рублей при переводе в диапазоне от 501 до 8 тысяч рублей, переводы осуществляются между картами платёжных систем MasterCard, Maestro, Visa, эмитированными российскими банками и привязанными к профилям пользователей.
В 2018 году к этому добавилась оплата услуг ЖКХ и образования, а также пожертвований в благотворительные фонды.

## Премии
- 2006 год — Премия Рунета в номинации «Здоровье и отдых».
- 2006 год — 4-е место в «Народной десятке» Премии Рунета.
- 2007 год — Премия Рунета в номинации «Культура и массовые коммуникации».
- 2007 год — 3-е место в «Народной десятке» Премии Рунета, уступил сайтам Bash.org.ru и «ВКонтакте»[55].
- 2007 год — «проект года» в сетевом конкурсе РОТОР++[56].
- 2007 год — первая российская ежегодная общенациональная премия в области индустрии развлечений «Russian Entertainment Awards» в номинации «Веб-сайт года».
- 2008 год — Гран-при в номинации «Влияние на оффлайн» в сетевом профессиональном конкурсе Российского Онлайн ТОР (РОТОР) 2008 и РОТОР++.
- 2008 год — 1-е место в «Народной десятке» Премии Рунета.
- 2008 год — Гран-при в конкурсе Master of Brandbuilding.
- 2009 год — «Разочарование года» в сетевом конкурсе РОТОР[57].
- 2011 год — 3-е место в «Технологии и инновации» Премии Рунета.

## Общественная значимость
«Одноклассники» инициировали проекты, привлекающие внимание к общественно-значимым темам. В числе их:
- Исчезновение некоторых видов животных (совместный проект с WWF[58] 2019 году),
- Социальные проблемы (проекты с благотворительными фондами и Витрина фондов[59] в разделе «Услуги», собственный концерт по сбору средств для пожилых[60], социальный проект «Музыка жестов»[61]),
- Образовательные (проекты с Arzamas[62], свой портал с виртуальными выставками[63] #МывМузей, серия проектов «Неделя Космоса»[64], проекты с ВДНХ[65]),
- Освещение значимых событий (трансляции Парадов Победы[66], проект в честь 75-летия Победы[67]) и другие инициативы.

## Правовое регулирование
В соответствии с «Законом о блогерах» сеть признана организатором распространения информации и 17 сентября 2014 года занесена в соответствующий реестр в пакете ресурсов ООО «Мэйл.Ру» (номер реестровой записи 5-РР).

## Критика
«Одноклассники» считаются небезопасной сетью.
Они входят в Систему оперативно-разыскных мероприятий, и обмен сообщениями проходит под контролем и мониторингом ФСБ. Как и «ВКонтакте», платформа «Одноклассники» принадлежит хостингу VK и контролируется госкорпорациями и людьми из окружения Владимира Путина. При этом спецслужбы имеют доступ, в частности, к личным перепискам пользователя.
В «Одноклассниках» не используется сквозное шифрование — иными словами, разработчики имеют полный доступ к личным сообщениям любого профиля.
Соцсеть по умолчанию выдаёт информацию об аккаунте пользователя поисковым системам. Такая политика персональных данных ранее вызывала возмущения со стороны пользователей «ВКонтакте».